# Don Giovanni Records
Don Giovanni Records is een onafhankelijk platenlabel dat zich vooral op punkmuziek richt. Het label is in 2003 opgericht in Boston. Het label werd echter al snel verplaatst naar New Brunswick (New Jersey). Dion Giovanni is opgericht door Joe Steinhardt en Zach Gajewski.
Elk jaar sinds 2008 organiseert het label een punkfestival genaamd Don Giovanni Records Showcase. Dit vindt plaats op de eerste zaterdag van februari in New York.

## Geschiedenis
Don Giovanni Records werd opgericht door Joe Steinhardt en Zach Gajewski in 2003, toen ze in Boston woonden en studeerden. Steinhardt en Gajewski begonnen het label terwijl ze zelf in bands speelden en tevens studeerden aan de Universiteit van Boston, waar ze elkaar ook hebben ontmoet. Na het afstuderen verhuisden ze beiden naar New Brunswick.
Het label richt zich vooral op de lokale bands in en rondom de steden New York en New Jersey, en vooral op bands in New Brunswick, een city in New Jersey. Het label heeft ook een reputatie voor de ondersteuning van en het werken met lgbt-artiesten zoals Screaming Females, Waxahatchee, Priests, Laura Stevenson, Downtown Boys, Aye Nako, Moor Mother en Alice Bag.

## Artiesten
Enkele artiesten en bands die onder dit label muziek uitbrengen zijn:
- Screaming Females
- Waxahatchee
- Laura Stevenson
- Downtown Boys
- California X
- The Ergs!
- Nude Beach

- Priests
- Tenement
- Jeffrey Lewis
- Peter Stampfel
- Worriers
- Shellshag
- Chris Gethard